# Юзеф Ігнацій Крашевський
Ю́зеф-Ігна́цій Краше́вський (пол. Józef Ignacy Kraszewski, лит. Juozapas Ignotas Kraševskis, 28 липня 1812, Варшава — 19 березня 1887, Женева) — польський письменник, публіцист, видавець, історик, філософ, громадський і політичний діяч, найбільш плідний автор в історії польської літератури (його літературна спадщина налічує близько 600 томів романів, повістей, поетичних і драматичних творів, а також робіт з етнографії, фольклористики, публіцистичних і літературно-критичних статей).
Писав під псевдонімами Клеофас Факунд Пастернак (Kleofas Fakund Pasternak), Богдан Болеславіта (Bogdan Bolesławita), Др. Омега (Dr Omega), Kaniowa та інші.

## Біографія

### Дитинство та юність
Народився в родині Яна (1788—1864) та Зофії (1791—1859, до шлюбу Мальська) Крашевських гербу Яструбець. Родина мешкала на Гродненщині, поблизу Пружан у своєму маєтку Довге (пол. Dołhe). Мати шукала у Варшаві безпечного притулку, перед французько-російською війною. Обоє батьків з'являлися потім у пізнішій його творчості прототипами літературних героїв. Батько послужив прототипом для глави родини в «Powieści bez tytułu» (1855). Матір син спортретував, зокрема, у «Pamiętnikach nieznajomego» (1846).
Був найстаршим з п'яти дітей родини; наймолодший брат Каєтан (1827 — 1896) був літератором, автором оповідань і повістей. Ще один з братів — Люциан — польський і білоруський художник і фотограф, один з фундаторів польської художньої фотографії.
Виховували його в Романові, під опікою бабці Зофії Мальської (пол. Zofia Malska) та прабабці Констанції Новомєйської (пол. Konstancja Nowomiejska). Виніс звідти перше зацікавлення культурою і літературою.
У вересні 1829 року почав навчання на медичному відділенні Віленського університету, незабаром перейшов на літературу. За псевдонімом Клеофаса Факунда Пастернака видавав перші друковані твори в петербурзькому «Баламуте» (1830) та віленському «Noworoczniku Litewskim» (1831). Брав активну участь у студентському житті, та антиурядових гуртках. 3 грудня 1830 разом з групою молоді був заарештований. Перебування у в'язниці (потім у тюремній лікарні) тривало до березня 1832; Крашевського вислали до Вільна під нагляд поліції. Від призову до армії та відправки на Кавказ його врятувало заступництво тітки і генерал-губернатора. Пізніше Крашевський стверджував, що спочатку йому загрожував смертний вирок. Цей період життя сформував ставлення Крашевського до збройної боротьби і повстання — ставився до них з розумінням, але й з нехіттю і невірою в можливість перемоги.

### Перебування у Вільні
Під час примусового перебування у Вільні провадив історичні дослідження, що потому формувалися в чотиритомну працю з історії міста «Wilno od początków jego do roku 1750» (1840—1842), а також кілька повістей. Заангажувався одночасно до популяризації історичних документів, ініціював видання спогадів і щоденників. З великої кількості таких джерел користувався у своїй творчості.
У липні 1833 року був звільнений з-під поліційного нагляду, йому дозволено виїзд з Вільна. Осів у родинному селі Довге, де господарював. Трохи згодом одружився (10 червня 1838) із Софією Вороничівною (пол. Zofią Woroniczówną).

### Переїзд в Україну
У 1838 разом з дружиною поселився на Волині. Початково був господарем села Омельне (Луцького повіту), потім в 1840 купив село Городок біля Луцька. Там, окрім щоденних господарських занять, мусив провадити судовий процес про задавнений борг, який висів на цьому селі. Здійснив декілька поїздок до Києва та Одеси, які пізніше вилилися в «Wspomnienia Odessy, Jedyssanu i Budżaku» (1845—1846). У 1848 Крашевський продав Городок. У 1853 році, через господарські невдачі, а також через необхідність навчання чотирьох дітей (Констанція (нар. 1839), Ян (нар. 1841), Францішек (нар. 1843), Августа (нар. 1849), переїхав до Житомира.

#### Перебування в Житомирі

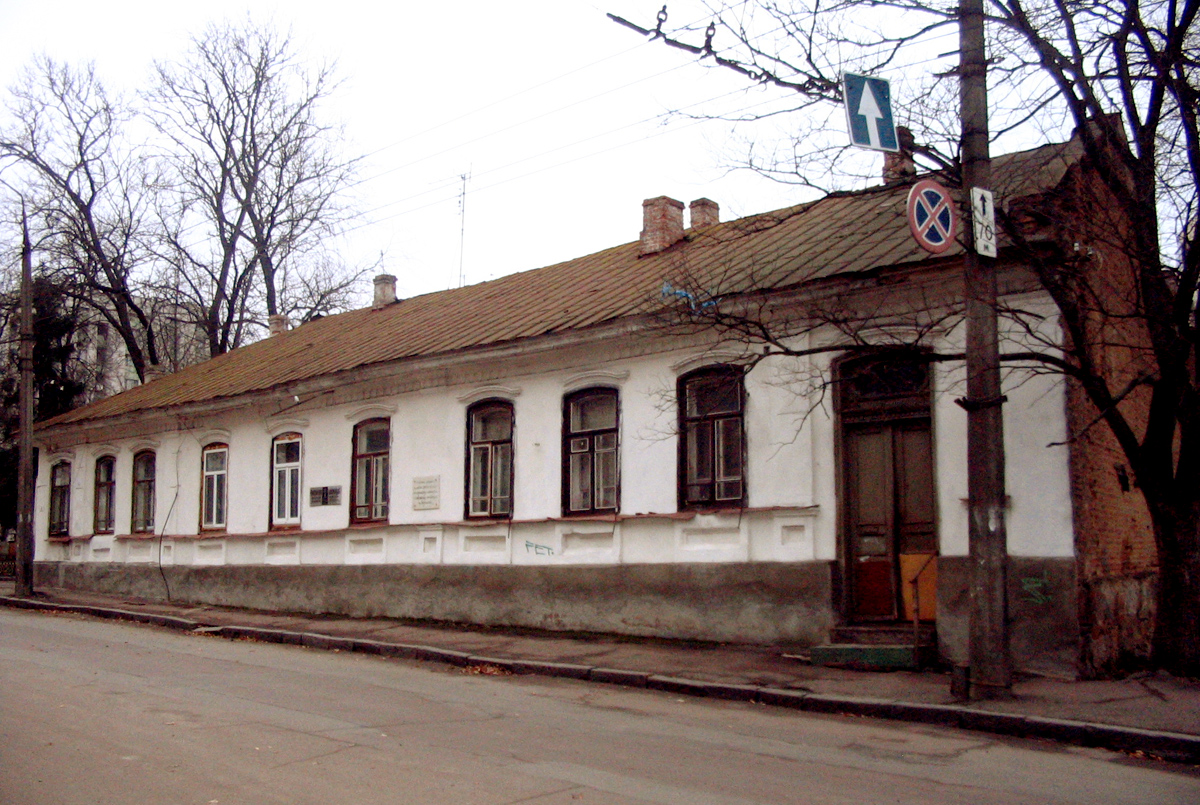
Будинок у Житомирі, в якому проживав Ю. Крашевський з 1847 по 1858 рік

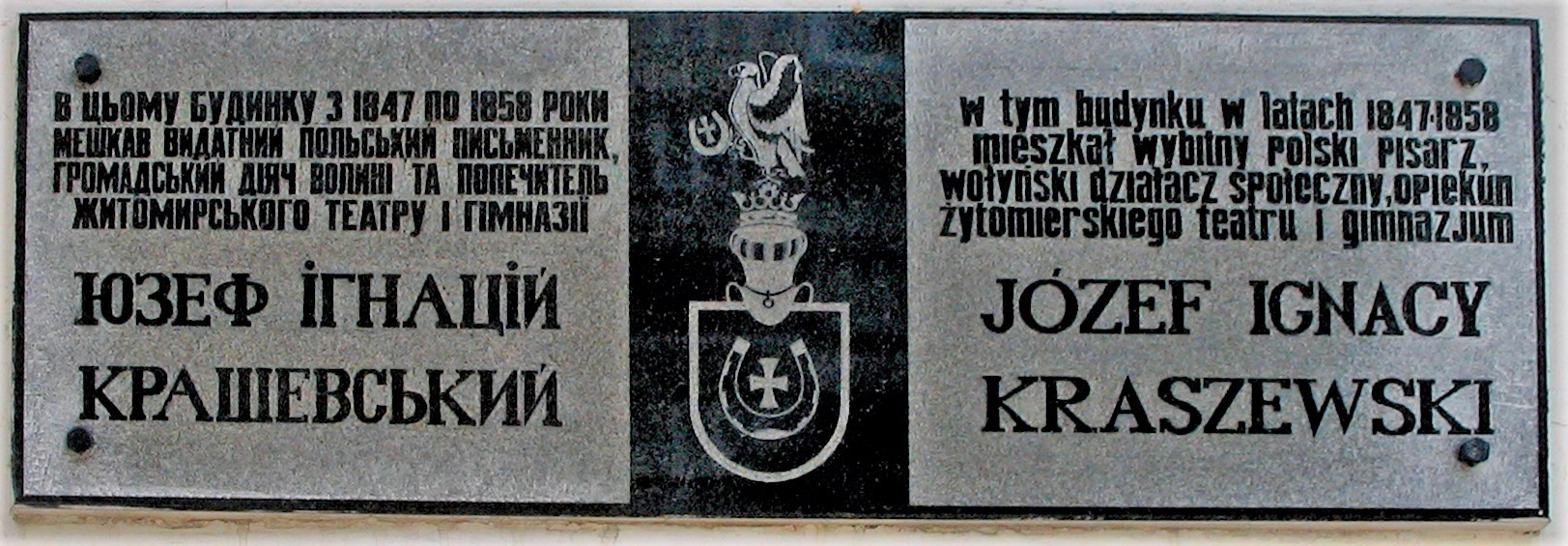
Пам'ятна дошка на будинку в Житомирі

У Житомирі, який на той час був столицею губернії і центром польського життя на Волині, Крашевського обрали попечителем губернської гімназії. Перебуваючи на цій посаді, він сприяв поліпшенню харчування дітей, надавав матеріальну допомогу окремим гімназистам. На утриманні родини письменника в той період перебували декілька гімназистів (у тому числі Костянтин Михальчук, який згодом став відомим українським мовознацем-діалектологом). Незабаром драматурга обрали також директором доброчинного товариства та дворянського клубу, який, незважаючи на незадоволення картярів, перетворили на читальню газет. Водночас Крашевського обрали начальником статистичного комітету. Ця посада надавала йому можливість відновлювати пам'ятки архітектури та мистецтва. Щодо літературної діяльності, роки, проведені в Житомирі, стали чи не найпліднішими: як розповідав сам Крашевський, за 10 днів він міг написати тут цілий том роману.
У 1856 році Крашевський став директором Житомирського театру. Будучи поляком, Крашевський дбав про те, щоб на сцені житомирського театру здійснювалися постановки драм польською мовою, бо дуже добре розумів, що польське мистецтво цілком зійде зі сцени без фінансової підтримки польського дворянства. Крашевський займався в театрі майже всім, окрім артистичного керівництва, ще й усіма справами організаційного характеру: письменник дбав про гардероб для акторів, розв'язував матеріальні питання. Його мрією було вивести житомирський театр на західний рівень.
У 1857 році імператор Олександр II побував на Правобережній Україні та 2 жовтня відвідав Житомир. Ю. І. Крашевському доручили підготувати будинок для родини імператора. У листі до батька він писав: «Цісар з прийому в Житомирі був такий задоволений, як ніде інде… Цісар питав про школи… Я і моя дружина отримали подяку за прийом на Волині» ()
Незважаючи на приналежність до шляхетського стану, Крашевський розумів суспільні проблеми і виступав проти існуючого на той час кріпосного права та панщини. Представив, зокрема, на губернському шляхетському з'їзді на початку 1858 року меморандум, що підтримував надання селянам землі. Після піврічної подорожі Європою у 1858 році, набрав симпатії до ідей демократичних і господарчих західної Європи.
Не забував про видавничу діяльність, редагував віленський «Atheneum» (1841–1851), з 1837 співпрацював з «Еженедельником Петербургским», від року 1851 — з «Gazeta Warszawska». У цей період часу декілька разів відвідував Одесу та Варшаву.

### Повернення до Варшави

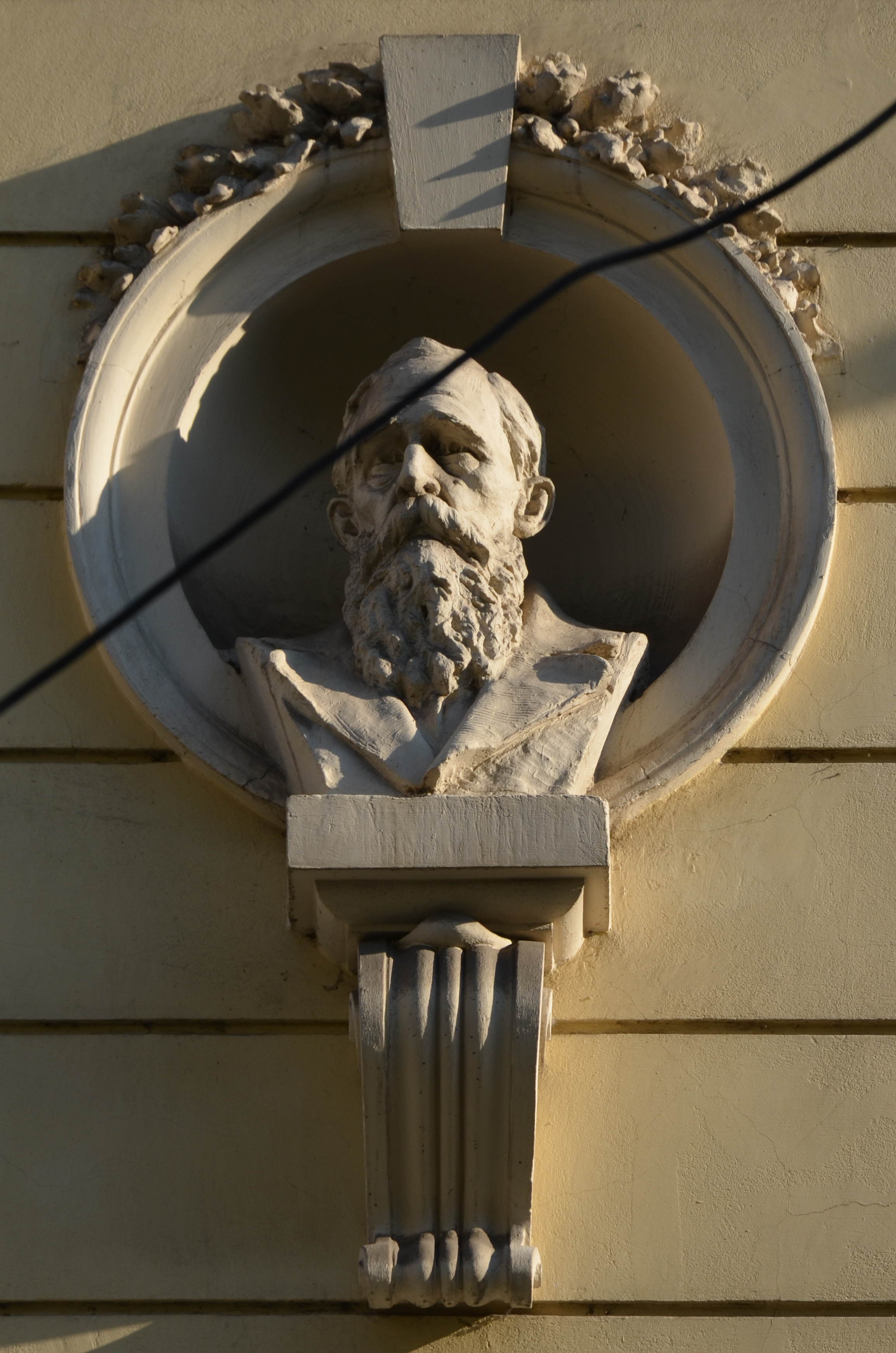
Погруддя на вулиці Беринди, 1 у Львові

У 1858 році Юзеф Ігнацій Крашевський, остаточно розсварившись з місцевим дворянством, виїхав до Варшави. У 1859 році родина Крашевських назавжди виїхала з Житомира.
У Варшаві Крашевський став редактором «Gazety Codziennej» Леопольда Кроненберга (1859). Здійснив декілька подорожей, Бельгією та Французькою імперією, Італією, Російською імперією. Долучився до діяльності політичної еміграції і аналізував можливість вибуху повстання (опублікував у Парижі брошюру «Sprawa polska», 1861). Згідно з набутими в молодості поглядами, не був прихильником повстання, намагаючись публікаціями у «Gazecie Polskiej» тамувати радикальні настрої в суспільстві. Однак, як затятий критик політики уряду, а також вважаючись «людиною Кроненберга» (лідера Білих — ліберального табору повстанців), мусив у кінці січня 1863 року емігрувати до Дрездена.

### Еміграція
У Дрездені, що на той час був одним з головних центрів польської еміграції, Крашевський зайнявся допомогою учасникам січневого повстання, які шукали притулку за кордоном. У літературній праці сконцентрувався на політичній публіцистиці, під псевдонімом Bogdan Bolesławita, написав декілька повістей про січневе повстання. Ці твори унеможливили йому повернення до Варшави по закінченню повстання. Здійснив, натомість, чергову подорож Європою, в перших роках повстання намагаючись забезпечити політичну підтримку повстанців за кордоном, потім також для лікування та відпочинку — разом з народною поразкою Крашевський переживав сімейні та фінансові проблеми, борги зятя та сина Яна, депортація брата Люциана до Росії, заслання зятя та від'їзд разом з ним дочки Констанції з дітьми.
Як досвідчений журналіст взявся у 1865 році редагувати створений у Львові журнал «Hasło». Та на цьому терені спіткало його розчарування — не отримав дозволу на проживання у Львові, отож мусив працювати здалеку, не міг також висловлювати своїх поглядів. Для власників журналу, «Hasło» було виразником поглядів скоріше консервативних, а ім'я популярного письменника Крашевського лише магнітом, який мав притягати читачів. Остаточно, нічого з тих планів не вийшло, «Hasło» закрилося за півроку.
Не зважаючи на невдачу у Львові, письменник планував оселитися у Галичині. У 1866 році замешкав у Кракові, затим переїхав до Австрійської імперії. Після невдалої спроби посісти кафедру літератури в Університеті Ягелонському, та фіаско планів купівлі краківської газети «Czas», Крашевський заснував власну друкарню у Дрездені (1868). Та вже у 1871 році змушений був продати її, з великими фінансовими втратами. З 1873 року присвятив себе виключно літературній справі.

### Арешт і смерть
У 1883 році Крашевського арештували в Берліні за звинуваченням у державній зраді на користь Французької республіки. Після процесу в Лейпцигу його засудили на 3,5 роки в'язниці в Магдебургу. У зв'язку з хворобою легень у 1885 році Крашевського випустили на лікування. Деякий час він лікувався у Швейцарії, потім у Сан-Ремо. 19 березня 1887 року Крашевський помер у Женеві. Похований у Кракові.

## Нащадки
В Юзефа залишились нащадки, які проживають в Україні у місті Винники Львівської області.[джерело?].

## Творчість
Крашевський по праву вважається одним з найплодовитіших письменників. Бібліографія письменника становить 232 романи, тисячі літературних, наукових, мистецьких статей, близько 30 тисяч листів.
Великою заслугою Крашевського є те, що за словами Івана Франка «Крашевський вводить новий напрямок у польській белетристиці; він уводить в неї вперше справжні, живі простонародні типи».
У 1876—1887 роках написав 29 романів у 76 томах що утворювали цикл «Dzieje Polski», у якій в художній формі описав історію Польщі та Великого князівства Литовського, починаючи з найдавніших часів.
Написав цикл творів про історію Великого князівства Литовського. Віршована трилогія про минуле Литви часів Міндовга і Вітовта «Анафеляс» (1840—1846) діячами литовського національного відродження останньої половини XIX століття сприймалася як національний епос. (Рецензував цю трилогію відомий польсько-білоруський поет і фольклорист Чечот Ян). Перебуваючи на Волині Крашевський написав працю «Литва. Давня історія, традиції, мова, віра, звичаї, пісні», в якій розробив концепцію народного мистецтва.
З творів драматичних найвідомішими є комедії «Miód kasztelański» (1860) та, особливо, «Panie Kochanku» (1867).

## Екранізації
1968 року вийшла стрічка «Графиня Козель» (режисер Єжи Антчак) за однойменним романом Крашевського.
У 2003 році повість Крашевського «Стара легенда» екранізував польський режисер Єжи Гофман.

## Вшанування пам'яті
У місті Одеса вулицю Крилова перейменували на вулицю Юзефа Крашевського. 
17 січня 2025 року Кабінет міністрів України перейменував парк-пам’ятку садово-паркового мистецтва Макаревичівський на Юзефа Крашевського. 

## Твори
- Ада. Сцени й характери з буденного життя (1878)
- Байки та оповідання
- Баранячий Кожушок (1881)
- Безіменна
- Біографія сокальського органіста
- Божа челядка (1858)
- Божа опіка. Повість, основана на оповіданнях XVIII ст
- Брати-суперники: картини сільського суспільства з XVIII ст. (1884)
- Вільно (Т. І–ІІ — 1840, Т. ІІ — 1841, Т. ІІІ — 1842)
- Данте: студії над «Божественною комедією» (1869)
- Племінники
- Графиня Козель (1874)
- Брюль (1874)
- Будник (1847)
- Їх було двоє
- Усе життя бідна (1840)
- Caprea i Roma (1859)
- Цет чи лихо (1882)
- Хата за селом (1854)
- Хворі душі
- Чорна година
- Тихі води
- Чорна Перлинка (1871)
- Косцюшківські часи. Сеймові сцени. Гродно, 1795
- Черча могила
- Чашниківни
- Чотири весілля
- Даймон
- Давній адвокат
- Диявол (1855)
- Доля і недоля. Повість з останніх років XVIII ст. (1864)
- Довмунд
- Двічі два чотири, або Пекар і його родина
- Два боги, дві дороги
- Два світи (1856)
- Дід і баба (1838)
- Дідусь (1868)
- Діти віку (1857)
- Дитя Старого Міста (1863)
- Щоденник Серафіни (1876)
- Дивні істоти
- Диявол (1873)
- Емісар
- Евуня
- Дурень Мацюсь
- Хрестоносці 1410 (1882)
- Гетьманські гріхи. Картини з кінця XVIII ст. (1879)
- Ірод-баба
- Історія кілка в плоті, за вірогідними джерелами складена й записана. (1860)
- Справжня історія про Яна Дубельтового
- Історія про бліду дівчину з-під Гострої Брами
- Історія про Янаша Корчака і про вродливу мечниківну: повість із часів Яна Собеського
- Голота
- Гібриди
- Іменини
- Сімейні інтереси
- Як женився і як оженився пан Павел
- Ярина (1850)
- Єрмола (1857)
- Восени
- Юстка
- Кам'яниця на Довгому Ринку
- Аркуші з подорожі
- Шмат літератора (1875)
- Монастир
- Клин клином
- Кохаймося
- Комедіанти
- Концерт у Криниці
- Попелюшка
- Кордецький
- Святомихайлівський костьол у Вільні
- Король і Бондарівна (1875)
- Король у Несвіжі
- Королівські сини
- Куніґас (1882)
- Хрест на розпутті
- Хтось
- Ляльки: дошлюбні сцени (1873—1874)
- Ліхтар чорнокнижника (1843—1844)
- Листи до родини
- Литва за Вітовта
- Любляна
- Гарний хлопець
- Ладова Печера
- Малепарта
- Мачуха (1873)
- Метаморфози
- Мистецтво у слов'ян, особливо у дохристиянській Польщі та Литві (1860)
- Мучениця на троні
- Мученики. Маринка
- Мученики. У вишніх
- Мільйон посагу (1847)
- Магістр Твардовський (1840)
- Могильна. Сучасний образок
- Морітурі (1874—1875)
- Москаль: сучасний образок, намальований з натури (1865)
- Мозаїка
- Ми й вони
- На бяльськім замку
- На цвинтарі — на вулкані
- На Поліссі
- У вигнанні
- На сході. Сучасний образок (1866)
- На висотах
- Над блакитним Дунаєм
- Над Шпрее
- Нера
- Небесні мигдалі
- Травнева ніч (Крашевський)
- Від колски до могили: з життя забутої людини
- Обережно з вогнем (1849)
- Окрушини
- Колись
- Орбека
- Остап Бондарчук (1847)
- Останні хвилини князя Воєводи (Пане Коханку)
- Останній з Секежинських (1851)
- Палац і фільварок
- Щоденник Мрочека (1870)
- Щоденник панича
- Щоденники незнайомого
- Пан і швець
- Пан Кароль
- Пан Майор
- Пан чотирьох холопів (1879)
- Пан Валерій
- Пане Коханку: драматична історія на три дії
- Папери по Глинці
- Червона пара
- Вродлива Пані
- Під Бляхою: повість із кінця XVIII століття (1881)
- Подорож до містечка
- Поет і світ (1839)
- Польща під час трьох поділів 1772—1799 рр.
- Посудомийниця: образок із кінця XVIII століття
- Повість без назви (1854)
- Венеційський напівдиявол
- Поврнення до гнізда (1875)
- Професор Мільчек
- Перед бурею
- Пригоди пана Марка Гінчи. Історія з переказів про старошляхетське життя
- Полковникова
- Рамулти
- Рештки життя (1860)
- Рим за Нерона (1865)
- Записник пана Матеуша Ясеницького. Переписаний з оригіналу mutatis mutandis
- Реєнт Вонтрубка
- Resurrecturi
- Роботи й праці: сучасні сцени й характери
- Сімейство
- Останній рік панування Зигмунта ІІІ
- Одна єдина
- Сусіди
- Сеймові сцени. Гродно 1793 (1873)
- Таємниця пана Чурила. Історія одного резидента, розказана за сучасними легендами
- Серце і рука (1875)
- Сфінкс (1847)
- Сирітські долі
- Скарб
- Документ Флемінга
- Соберадзька
- Кримінальна справа
- Стара історія (1859)
- Стара Панна
- Старопольська любов
- Варшавський староста: історичні картини XVIII століття
- Белзька старостина: історичне оповідання 1770—1774
- Старий слуга
- Сто Дияволів (1870)
- Марнотратний син (1879)
- Шалена (1880)
- Шалавіла
- Снеготове
- Трапезологіон
- Тріумф віри: Історичний образок часів Мечислава Першого
- Вигнанці (1868)
- Типи й характери
- У бабуні
- Уляна. Поліська повість (1842)
- Упир
- Вечір у Чорному Лісі
- У поті чола. Зі щоденника вискочки (1884)
- У старій печі
- Варшава 1794 (1873)
- Великий незнайомий (1872)
- Великий світ малого містечка
- Вільчек і Вільчкова
- У мутній воді
- Спогади Одеси, Єдисана і Буджака: щоденник поїздки за 1843 рік від 22 червня до 11вересня
- Спогади пана камергера
- Спогади Волині, Полісся і Литви (1840)
- Із Семилітньої війни (1875)
- Із життя авантюриста
- Задора
- Зачарована княгиня
- Чоколдова помста
- Золоте яблуко (1853)
- Золото і болото
- Золотий Ясенько
- Зигмунтівські часи. Повість з 1572 року (1846)
- Зигзаги
- Краківські жаки 1549 року
- Желіга
- Жид: сучасні образи (1866)
- Життя і пригоди графа Ґоздзького. Пан канівський староста
- Життя і справи йогомосці пана Медарда з Ґочви Пелки, записані з сімейних нотаток (1876)
- Шпигун (1864)

- Цикл «Історія Польщі»:

1. Прадавня легенда (1876)
2. Любоні: повість із Х століття (1876)
3. Брати Воскресенці: повість із часів Хороброго (1876)
4. Маслав: повість із ХІ століття (1877)
5. Болещиці: повість із часів Болеслава Щедрого (1877)
6. Королівські сини: повість із часів Владислава Германа і Кривоустого
7. Справжня історія про палатина Петрика Власта, якого звали Дуніним: історичне оповідання з ХІІ століття
8. Стах із Конар: історична повість із часів Казимира Справедливого
9. Валігура: історична повість із часів Лешека Білого (1880)
10. Син Яздона: історична повість із часів Болеслава Стидливого і Лешека Чорного
11. Надгробок: повість із Пшемиславівських часів
12. Краків за Локетека: історична повість
13. Єліта: гербова повість із 1331 р.
14. Король Селян: історична повість із часів Казимира Великого (1881)
15. Білий князь: часи Людвіка Угорського
16. Семко: часи безкоролів*я по Людвіку: Ягайло і Ядвіга
17. Мати королів: Ягайлові часи (1883)
18. Стременний: часи Владислава Варненьчика
19. Щоденник життя і справ Яшка, званого Орфаном: Ягайлівці до Зигмунта
20. Два королі
21. Інфантка: Анна Ягеллонка (1884)
22. Вигнанець: часи Стефана Баторія (1885)
23. Байбуза: часи Зигмунта ІІІ
24. На королівськім дворі: часи Владислава IV
25. Божий гнів: часи Яна-Казимира
26. Король Пяст: (Михайло, князь Вишневецький)
27. Нотатки Адама Поляновського, придворного Йогомості короля Яна ІІІ (1888)
28. За саксонців
29. Саксонські залишки: Август ІІІ (1889)

## Видання творів Крашевського українською мовою
1. Крашевський Ю.-І. Хата за селом. — Переклад Поліни Погребної. [Післямова Валерії Вєдіної]. К.: Дніпро, 1967. — 315 с.
2. Крашевський Ю.-І. Повісті (Уляна. Поліська повість; Історія Савки; Остап Бондарчук; Ярина; Історія кілка в плоті, за вірогідними джерелами складена й записана. — Переклад із польської В. П. Іванисенка. — К.: Дніпро, 1979. — 427 с.
3. Крашевський Ю.-І. Прадавня легенда. — Скорочений переклад із польської Валентина Струтинського. [Передмова В. П. Вєдіної. Малюнки І. А. Вишинського]. — К.: Веселка, 1989. — 368 с.
4. Крашевський Ю. Спогади з Полісся, Волині й Литви /переклад з польської та примітки В. В. Шабаровського. — Луцьк: ПВД «Твердиня». — 2012. — 244 с. ISBN 9786175171424.
5. Крашевський, Юзеф Ігнацій. Спогади з Волині, Полісся і Литви / Юзеф Ігнацій Крашевський ; [пер. з пол. та прим. В. В. Шабаровського]. Запоріжжя: Накладом Рябцева В. В., 2025. 336 c. : іл.